# Strandella pargongensis
Strandella pargongensis är en spindelart som först beskrevs av Paik 1965.  Strandella pargongensis ingår i släktet Strandella och familjen täckvävarspindlar. Inga underarter finns listade i Catalogue of Life.